# Paddock Lake
Paddock Lake – wieś w Stanach Zjednoczonych, w stanie Wisconsin, w hrabstwie Kenosha.